# When I'm Sixty-Four
When I'm Sixty-Four (en español «Cuando tenga sesenta y cuatro») es una canción escrita por Paul McCartney y acreditado por Lennon-McCartney, grabado y publicado por la banda de rock The Beatles, lanzado al mercado el 26 de mayo de 1967 para el álbum Sgt. Pepper's Lonely Hearts Club Band.

## Historia y letra
La letra de la canción describe a un hombre joven que le canta a su enamorada sus planes de envejecer juntos. En la letra, el joven pregunta si ella lo seguirá amando y necesitando a pesar de que el tiempo pase y él envejezca.
La primera canción grabada bajo el proyecto Sgt. Pepper's fue una vieja pieza escrita por Paul McCartney a los 15 años de edad cuando ya empezaba su aventura musical con The Quarrymen. La canción se llamaba When I was about 15, y formaba parte del repertorio pre-Beatle que compartía en sus comentadas actuaciones en The Cavern. Cuando los amplificadores explotaban en medio de algún viejo rock and roll, entre el griterío de la muchedumbre, Paul se sentaba al piano y empezaba a improvisar frases bajo una dulce melodía con sabor a los años 20. Años después, McCartney mencionaría que la música de esta canción era una parodia al repertorio de Sinatra. John Lennon, al ser cuestionado por esta canción de su amigo de infancia y compañero de banda, respondió: «When I'm Sixty-Four fue algo que Paul escribió en los días que tocábamos en The Cavern. Le acabamos pegando diversas frases como "grandchildren on your knee" y "Vera, Chuck and Dave". En realidad, era de esas canciones que siempre están a la mitad, y que pasa el tiempo y siguen en ese estado. Normalmente la utilizábamos cuando explotaba algún amplificador...  Así que la tocábamos sólo al piano».
La canción tuvo su revival en el año 1966, cuando Jim McCartney, padre de Paul, celebró su cumpleaños número 64. En esa ocasión, su hijo le dedicó una nueva versión de esta canción a su padre que tituló When I'm Sixty-Four. En su nueva letra, Paul nos relata los pensamientos de un joven que mira con ansiedad la vejez, y en especial, su relación en el matrimonio.
Al terminar la canción, McCartney no se encontraba muy seguro de la calidad de la pieza, pues encontraba bastante débil su parte instrumental y, de hecho, muchos la cuestionaban por su mediocridad. Esta percepción lo llevó a concretar una búsqueda que la hiciera distinta a todas sus otras composiciones. Uno de los que ayudó a McCartney fue el productor George Martin, quien al escucharla de manera detallada, le planteó la idea de añadir un cuarteto de clarinetes, con objeto de que sonara como una canción de las viejas big bands de los años 20. El primer detalle que arregló Martin para lograr ese sonido fue acelerar la voz de McCartney, con el fin de parecer más joven, ya que el tema fue ideado por el músico cuando este tenía sólo 16 años.
Así, el 6 de diciembre de 1966, luego de grabar unos mensajes navideños en dos radios piratas de Londres, The Beatles empezaron a ensayar y a pulir cada detalle de When I'm Sixty-Four, y, antes de que hubiese acabado el día, ya habían grabado dos tomas para probar los resultados.
Dos días después, un solitario McCartney fue a los estudios Abbey Road a grabar la voz principal y crear algunas mezclas. Pasaron casi 12 días para que nuevamente la banda retomara esta canción, ocasión en la que McCartney, Lennon y Harrison grabaron los coros y Starr se encargó de las percusiones varias. Al día siguiente les tocó el turno a los tres clarinetistas contratados por Martin: Robert Burns, Henry MacKenzie y Frank Reidy, quienes grabaron su parte bajo la supervisión del productor y McCartney. Luego de esto, la canción entró al delicado proceso de arreglos y depuración de detalles sonoros.
El resultado final fue una canción notable, que incluso contó con el asombro de Lennon, quien declaró años después que «ni siquiera soñaba con escribir una canción como esa». Una canción que nos devolvía al tiempo pre rock and roll, a esos años donde la música de salón adornaba con sus suaves acordes las tertulias y la bohemia desenfrenada. A ratos es casi irónica y en otros casi como una súplica para ser feliz eternamente. Esta pieza de McCartney asustó a más de algún fan de los Beatles al enterarse de que el cuarteto ya le cantaba a la vejez, como si el invierno llegara en plena primavera musical. La canción fue incluida posteriormente en la película animada Yellow Submarine del año 1968, pero no en su respectiva banda sonora.

## Controversia
En el año 2002, Julian Lennon, hijo de John, realizó una versión especial de When I'm Sixty-Four para una campaña publicitaria de la compañía de seguros Allsatate, lo que generó una breve polémica. Provocó molestias entre los fans de The Beatles, ya que no fue muy bien visto el uso de sus canciones para promocionar productos financieros que a veces no eran realmente beneficiosos para los consumidores.

## Créditos
- Paul McCartney: Voz principal, coros, bajo (Rickenbacker 4001s), piano (Hamburg Steinway Baby Grand).
- John Lennon: Coros, guitarra líder (Epiphone Casino).
- George Harrison: Coros.
- Ringo Starr: Batería (Ludwig Super Classic), campanas.
- Robert Burns, Henry MacKenzie: Clarinetes
- Frank Reidy: Clarinete bajo.